# Saint-Gladie
Pour les articles homonymes, voir Gladie.
Saint-Gladie est une ancienne commune française du département des Pyrénées-Atlantiques. Le 12 mai 1841, la commune fusionne avec Arrive et Munein pour former la nouvelle commune de Saint-Gladie-Arrive-Munein.

## Géographie
Le village est situé au sud de Sauveterre-de-Béarn.

## Toponymie
Le toponyme Saint-Gladie apparaît sous les formes 
Sanctus-Lidorus (XIIe siècle, collection Duchesne volume CXIV), 
Sent-Ledie et Sent-Ledier (respectivement 1384 et 1385, notaires de Navarrenx), 
Sent-Ladie (1385, censier de Béarn), 
Sent-Ladier et Nostre-Done de Sent-Ladie (respectivement 1391 et 1413, notaires de Navarrenx), 
Sanladie et Sent-Ladia (respectivement 1538 et 1540, réformation de Béarn) et 
Saint-Jean-Baptiste de Saint-Gladie (1655, insinuations du diocèse d'Oloron).
Son nom béarnais est Sent-Gladia.

## Histoire
Paul Raymond note que la commune de Saint-Gladie comptait une abbaye laïque, vassale de la vicomté de Béarn.
En 1385, Saint-Gladie comptait 14 feux et dépendait du bailliage de Sauveterre.

## Démographie
| 1793 | 1800 | 1806 | 1821 | 1831 | 1836 |
| ---- | ---- | ---- | ---- | ---- | ---- |
| 172  | 105  | 152  | 175  | 112  | 145  |

## Pour approfondir